# Conférence permanente des ministres de l'Éducation des Länder
La conférence permanente des ministres de l'Éducation des Länder de la République fédérale d’Allemagne (en allemand : Ständige Konferenz der Kultusminister der Länder in der Bundesrepublik Deutschland, forme courte : Kultusministerkonferenz, sigle : KMK) est une institution qui permet aux Länder, qui sont souverains en matière d'éducation, de coopérer dans ce domaine. Créée en 1948, avant la création de la République fédérale, la KMK est une union des ministres et sénateurs responsables de l’éducation, de la formation scolaire, de la formation supérieure, de la recherche et des affaires culturelles. Elle est basée sur une convention entre les Länder.
La présidence de la KMK est tournante annuellement : pour l'année 2022 c'est Karin Prien (de), ministre de l'Éducation du Schleswig-Holstein depuis 2017. Le secrétaire général de la KMK est depuis octobre 2011 Udo Michallik (de), jusque là collaborateur du ministère de l'Éducation de Mecklembourg-Poméranie-Occidentale.

## Responsabilités
Dans le cadre de la conférence permanente, les Länder de la République fédérale d’Allemagne prennent leurs responsabilités pour l’ensemble national  par le biais de l’auto-coordination. Ils assurent la mesure nécessaire de convergence des intérêts des seize Länder différents dans les domaines de l’éducation, des sciences et de la culture.
Ceci engendre la responsabilité de garantir la conformité ou la comparabilité des brevets, certificats et diplômes, l’assurance des standards de qualité dans les établissements scolaires, dans la formation professionnelle et dans l’éducation supérieure. En outre, la KMK est responsable pour la reconnaissance de qualifications professionnelles et favorise la coopération entre les institutions des domaines de l’éducation, des sciences et de la culture.
En 2005 son budget était de 50 millions d'euros, dont 7,5 millions d'euros alloués au programme Pisa.

## Historique
La KMK a vu le jour lors d’une « conférence des ministres de l’Éducation allemands », qui eut lieu les 19 et 20 février 1948 à Stuttgart après la Seconde Guerre mondiale avec les représentants de toutes les anciennes zones d’occupation. Cette même année, après avoir refusé aux ministres de la zone soviétique leur participation ultérieure, les ministres de l’Éducation des Länder des trois zones d’occupation de l’Ouest sont convenus de transformer cette réunion en une conférence permanente. Ils décidèrent également d’établir un Secrétariat permanent pour la coopération entre eux.
Après la restauration de l’unité de l’État allemand le 3 octobre 1990, les cinq Länder de l’ancienne République démocratique allemande furent rétablis et le 7 décembre 1990, les ministres de l’Éducation de ces nouveaux Länder (Brandebourg, Mecklembourg-Poméranie-Occidentale, Saxe, Saxe-Anhalt, et Thuringe) entrèrent à la KMK. De plus, les quartiers de l'ancien Berlin-Est sont désormais représentés à la conférence permanente par le ministre berlinois de l’Éducation qui, auparavant ne représentait que les quartiers de l'ancien Berlin-Ouest.
La KMK a reçu en 2006 le Big Brother Award pour un projet de centralisation de données statistiques sur les élèves.